# Hörby kyrka

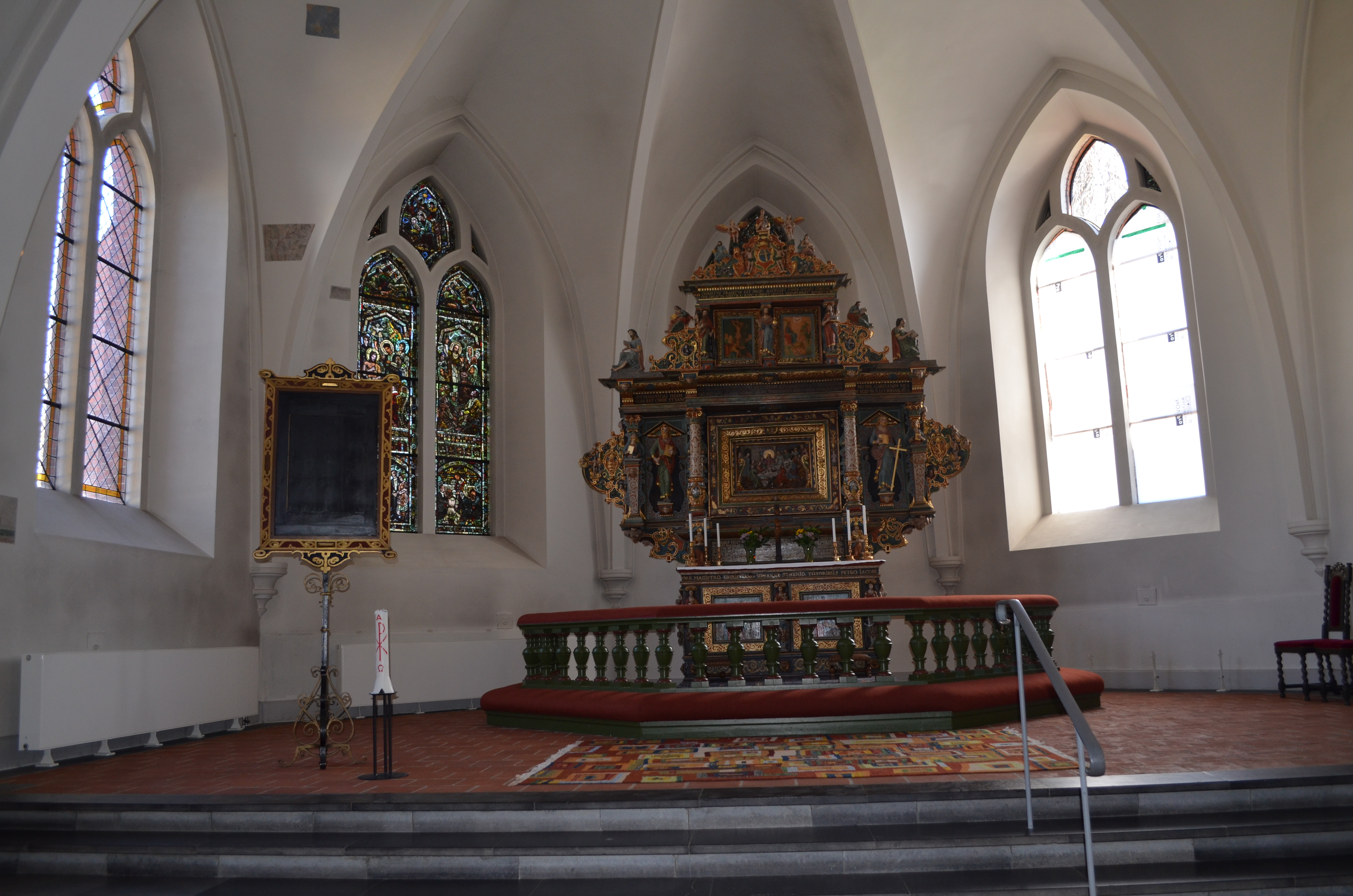
Hörby kyrkas altare

Hörby kyrka är en kyrkobyggnad i Hörby. Den är församlingskyrka i Hörby församling i Lunds stift.

## Historik
Kyrkan är från mitten av 1100-talet med Carl stenmästare som byggmästare. Vapenhuset antas vara byggt på 1500-talet. År 1818 byggdes den så kallade nykyrkan över vars ingång man vid ombyggnaden fann inskriptionen Carolo XIII Rege Sueciae et Norvegiae Haec Pars Templi Extructa Anno MDCCCXVIII vilket betyder under Carl XIII konung av Sverige och Norge, uppbyggdes denna del av kyrkan år 1818.
I slutet på 1800-talet var kyrkan i ett bedrövligt skick och på initiativ av kyrkoherde Lundegård (far till författaren Axel Lundegård och konstnären Justus Lundegård) påbörjades 1888 en restaurering av predikstol, altarprydnader, dopfunt, två takhimlar och epitafier.
I april 1895 påbörjade ett ombyggnadsarbete av byggmästarna Liljenberg i Hörby och Sjunnesson i Tjörnarp. Då det gamla koret revs hittades flera målningar vilka troligtvis blivit överkalkade under 1400-talet i samband med att valven slogs. Målningar hittades också på långskeppets väggar och valv. I kyrkogårdens nordöstra hörn fann man grundvalarna till något som troligtvis varit en stavkyrka. Dock företogs inte några expertisundersökningar av fyndet.
Den 20 december 1896 invigdes den nya kyrkan, byggd i nygotisk stil, av kontraktsprosten Hans Edestrand.

## Orgel
- 1851 byggde Johan Nikolaus Söderling, Göteborg en orgel med 10 stämmor. Den såldes 1896 till Svensköps kyrka.
- 1897 byggde Salomon Molander & Co, Göteborg en orgel med 16 stämmor.
- 1963 byggde A Mårtenssons Orgelfabrik AB, Lund en mekanisk orgel med 23 stämmor.

| Huvudverk I         | Bröstverk II  | Pedal              | Koppel |
| Principal 8'        | Trägedackt 8´ | Subbas 16´         | I/P    |
| Rörflöjt 8'         | Spetsgamba 8' | Principal 8´       | II/P   |
| Octava 4'           | Principal 4'  | Nachthorn 4'       | II/I   |
| Spetsflöjt 4'       | Kvintadena 4' | Kvintadena 2'      |        |
| Octava 2'           | Waldflöjt 2'  | Rauschkvint 3 chor |        |
| Sesquialtera 2 chor | Kvinta 1 1/3' | Fagott 16'         |        |
| Mixtur 4 chor       | Cymbel 2 chor | Skalmeja 4'        |        |
| Trumpet 8'          | Regal 8'      |                    |        |
|                     | Tremulant     |                    |        |

- 2025 byggde Orglarstvo Močnik en orgel med ?? stämmor.